# Pompe de Knudsen
Pour les articles homonymes, voir Pompe (homonymie).
La pompe Knudsen est une pompe à gaz qui exploite le phénomène de transpiration thermique (en) et ne comporte aucune pièce mobile. Ce phénomène explique le mouvement de molécules de gaz qui, soumises à un gradient de température, diffusent de la partie chaude d'un canal étroit vers sa partie froide. La pompe consiste ainsi en canaux dont les parois sont partiellement chauffées et de dimension nanométrique (par exemple un zéolithe), de sorte que le nombre de Knudsen y soit élevé.
En raison de l'absence de pièces mobiles, une telle pompe pourrait fournir un contrôle fiable et précis de débits de gaz dans un grand champ d'applications, telles que des analyseurs d'haleine à détection de gaz, détecteurs d'armes chimiques, pompes à vide et en propulsion spatiale des satellites vers 150 km.
L'appareil porte le nom du physicien danois Martin Knudsen, qui a étudié au début du xxe siècle les propriétés d'un écoulement dans des tubes capillaires soumis à un gradient thermique.